# Предео
Предео (ијек. предио), крајолик, или ређе пејзаж, најчешће је мања просторна целина чије су границе више или мање прецизно одређене. Предели су углавном физичко-географске целине које се својим карактеристикама издвајају од околних целина. Ове карактеристике могу бити рељефне, еколошке, као и елементи људске активности.
Предели могу бити заштићени законом због својих природних својстава и тада су то предели изузетних одлика.

## Дефиниција пејзажа/предела
Постоји неколико дефиниција шта представља пејзаж, зависно од контекста. Уобичајена употреба, међутим, пејзаж се односи на све видљиве карактеристике подручја земље (обично руралног), које се често сматрају естетском привлачношћу, или на сликовни приказ сеоске области, тачније унутар жанра пејзажног сликарства . Кад људи намерно побољшавају естетски изглед дела земље - променом контура и вегетације, итд. - каже се да је уређен, иако резултат према неким дефиницијама не може представљати пејзаж.
Пејзаж је видљива карактеристика подручја земљишта, његових облика и како се интегришу са природним или вештачким особинама. Пејзаж укључује физичке елементе геофизички дефинисаних облика земљишта као што су (ледене) планине, брда, водена тела као што су реке, језера, рибњаци и море, живи елементи копна укључујући аутохтону вегетацију, људски елементи укључујући различите облике земљишта употреба, зграде и грађевине, и пролазни елементи као што су осветљење и временски услови. Комбинујући своје физичко порекло и културни слој људске присутности, често створен миленијима, пејзажи одражавају живу синтезу људи и места која су од виталног значаја за локални и национални идентитет.
Карактер пејзажа помаже у дефинисању самопоуздања људи који га насељавају и осећају места који разликује један регион од других региона. То је динамична позадина живота људи. Пејзаж може бити разноврстан попут пољопривредних површина, пејзажног парка или дивљине. Земља има огроман спектар пејзажа, укључујући ледене пејзаже поларних региона, планинске пејзаже, огромне сушне пустињске пејзаже, острва и приморске пејзаже, густо пошумљене или шумовите пејзаже, укључујући борове шуме и тропске прашуме, и пољопривредне пејзаже умереног и тропским регионима. Активност измене видљивих карактеристика подручја земљишта назива се уређењем пејзажа.

## О пејзажу/пределу
Постоји неколико речи које су често повезане са речју пејзаж:
Сценографија: Природне особине пејзажа разматране у погледу њиховог изгледа, посебно. када је сликовито: спектакуларни погледи на планински пејзаж. [1]
Поставка: У наративним делима (посебно измишљеним) она укључује историјски тренутак у времену и географски положај у коме се прича одвија и помаже у покретању главне позадине и расположења за причу. 
Поглед: "Поглед или изглед неког пејзажа или проширене сцене; обим или подручје покривено оком из једне тачке" (ОЕД).
Дивљина: Необрађена, ненасељена и гостољубива регија.  Погледајте такође Природни пејзаж.
Градски пејзаж (такође и пејзаж): урбани еквивалент пејзажа. У визуелним уметностима градски пејзаж (урбани пејзаж) је уметнички приказ, попут слике, цртежа, штампе или фотографије, физичких аспеката града или урбаног подручја.
Морски пејзаж: фотографија, слика или друго уметничко дело које приказује море, другим речима пример морске уметности.

## Физички предео

### Геоморфологија: Физичка еволуција пејзажа
Геоморфологија је научна студија порекла и развоја топографских и батиметријских карактеристика створених физичким или хемијским процесима који делују на или у близини Земљине површине. Геоморфолози желе да разумеју зашто пејзажи изгледају онако како изгледају, да разумеју историју и динамику облика земљишта и да предвиде предвиђање промена комбинацијом теренских посматрања, физичких експеримената и нумеричког моделирања. Геоморфологија се практикује у оквиру физичке географије, геологије, геодезије, инжењерске геологије, археологије и геотехничког инжењерства. Ова широка база интереса доприноси многим истраживачким стиловима и интересима у пољу.
Површина Земље је модификована комбинацијом површинских процеса који скулптури скрећу, и геолошких процеса који изазивају тектонско подизање и таложење и обликују обалну географију. Површински процеси обухватају дејство воде, ветра, леда, ватре и живих бића на површини Земље, заједно са хемијским реакцијама које формирају тла и мењају својства материјала, стабилност и брзину промене топографије под силом гравитације, и други фактори, попут (у скоријој прошлости) људске промене пејзажа. Многи од ових фактора снажно посредују климом. Геолошки процеси укључују пораст планинских ланаца, раст вулкана, изостатске промене надморске висине копна (понекад као одговор на површинске процесе) и формирање дубоких седиментних базена где површина Земље опада и испуњена је материјалом еродираним из других делови пејзажа. Површина Земље и њена топографија су, дакле, пресек климатског, хидролошког и биолошког деловања са геолошким процесима.
Површина Земље је модификована комбинацијом површинских процеса који скулптури скрећу, и геолошких процеса који изазивају тектонско подизање и таложење и обликују обалну географију. Површински процеси обухватају дејство воде, ветра, леда, ватре и живих бића на површини Земље, заједно са хемијским реакцијама које формирају тла и мењају својства материјала, стабилност и брзину промене топографије под силом гравитације, и други фактори, попут (у скоријој прошлости) људске промене пејзажа. Многи од ових фактора снажно посредују климом. Геолошки процеси укључују пораст планинских ланаца, раст вулкана, изостатске промене надморске висине копна (понекад као одговор на површинске процесе) и формирање дубоких седиментних базена где површина Земље опада и испуњена је материјалом еродираним из других делови пејзажа. Површина Земље и њена топографија су, дакле, пресек климатског, хидролошког и биолошког деловања са геолошким процесима.

### Пејзажна екологија
Пејзажна екологија је наука о проучавању и побољшању односа између еколошких процеса у окружењу и одређених екосистема. То се врши у оквиру различитих пејзажних скала, развојних просторних образаца и организационог нивоа истраживања и политике.
Пејзаж је централни концепт пејзажне екологије. То је, међутим, дефинисано на сасвим различите начине. На пример: Карл Трол пејзаж доживљава не као ментални конструкт, већ као објективно дат „органски ентитет“, „хармонични индивидуум простора“. Ернст Неф дефинише крајолике као делове унутар непрекидне земаљске међусобне повезаности геофактора који су као такви дефинисани на основу њихове једнообразности у погледу специфичне употребе земљишта, те су на тај начин дефинисани на антропоцентрични и релативистички начин.

### Пејзажна наука
Дисциплина наука о пејзажу описана је као "приближавање екологије пејзажа и урбане екологије заједно са другим дисциплинама и интердисциплинарним пољима ради идентификовања образаца и разумевања друштвено-еколошких процеса који утичу на промену пејзажа". Документ из 2000. године под називом „Географија и наука о пејзажу“ каже да ће „целокупне дисциплине које су обухваћене истраживањем пејзажа бити назване пејзажном науком, мада су тај појам први употребили 1885. географи Оппел и Трол“. Гостујућа уводница из 2013. године дефинише науку о пејзажу као "истраживање које жели да разуме однос између људи и њихове околине, са фокусом на промену коришћења земљишта и податке који се односе на земљишне ресурсе на скали пејзажа".  Велика совјетска енциклопедија из 1979. године дефинише науку о пејзажу као "грану физичке географије која се бави природним територијалним комплексима (или географским комплексима, геосистемима) као структурним деловима земљописног плашта" и каже да је "основа науке о пејзажу теорија да је географски пејзаж примарни елемент физичкогео-графичке диференцијације земље. Пејзажна наука бави се пореклом, структуром и динамиком пејзажа, законима развоја и уређења пејзажа и трансформацијом пејзажа економским активност човека. ", и тврди да су је у Русији основали почетком 20. века Л.С. Берг и други, а ван Русије немачки С. Пасаж.

### Интегрисано управљање пејзажем
Интегрисано управљање пејзажом је начин управљања пејзажем који окупља више интересних група, који сарађују како би интегрисали политику и праксу у своје различите циљеве коришћења земљишта, у сврху постизања одрживих пејзажа. Признаје да, на пример, један слив реке може снабдевати водом градове и пољопривреду, дрвне и прехрамбене културе за мале власнике и индустрију и станиште за биолошку разноликост; начин на који сваки од ових сектора остварује своје циљеве може имати утицаја на остале. Намера је минимализовати сукоб између ових различитих циљева кориштења земљишта и екосистемских услуга. Овај приступ се заснива на екологији пејзажа, као и многим сродним пољима која такође желе да интегришу различите намене земљишта и кориснике, као што је управљање сливовима.
Заговорници интегрисаног управљања пејзажом тврде да је он погодан за решавање сложених глобалних изазова, попут оних који су у фокусу циљева одрживог развоја. Интегрисано управљање пејзажом све се више преузима на националном, локалном међународном нивоу, на пример УН Програм заштите животне средине каже да „УНЕП де фацто заговара пејзажни приступ јер садржи главне елементе интегрисаног управљања екосистемом“.

### Археологија пејзажа или историја пејзажа
Пејзажна археологија или историја пејзажа је проучавање начина на који је човечанство променило физички изглед животне средине - и садашње и прошле. Пејзаж се углавном односи и на природно окружење и на окружења која су изградила људска бића. Природни пејзажи сматрају се окружењима која људи нису мењали ни у једном облику или облику.  Културни пејзажи, с друге стране, су окружења која су на неки начин измењена од стране људи (укључујући привремене грађевине и места, попут кампова, која су створена од људи).  Међу археолозима појам пејзаж може означавати значења и преинаке које људи обележавају у својој околини. Као таква, пејзажна археологија се често користи за проучавање људске употребе земљишта током дужих временских периода.

## Људске концепције и репрезентације пејзажа
Кинеска башта је пејзажни баштенски стил који се развијао током три хиљаде година. То укључује и огромне вртове кинеских царева и чланова царске породице, саграђене ради задовољства и утиска, и интимније вртове које су створили учењаци, песници, бивши владини службеници, војници и трговци, направљени за размишљање и бекство из спољашњи свет. Они стварају идеализовани минијатурни пејзаж, који треба да изрази склад који треба да постоји између човека и природе. Типични кинески врт затворен је зидовима и укључује један или више рибњака, стена научника, дрвећа и цвећа и низ дворана и павиљона у башти, повезаних кривудавим стазама и цик-цак галеријама. Прелазећи са структуре на структуру, посетиоци могу да погледају низ пажљиво компонованих сцена који се намотавају попут скрола пејзажних слика.
Енглески пејзажни врт, који се још назива и енглески пејзажни парк или једноставно „енглеска башта“, стил је баште на парку који треба изгледати као да је природни пејзаж, мада је можда веома интензивно реорганизован. Настала је у Енглеској почетком 18. века, а проширила се широм Европе, замењујући формалније, симетрично јардин а ла францаисе из 17. века као главни стил великих паркова и башта у Европи. Енглески врт (и касније француски пејзажни врт) представио је идеализовани поглед на природу. Инспирацију је црпио из слика пејзажа Цлауда Лорраинеа и Ницоласа Поуссина, те из класичних кинеских башта Истока, које су европски путници недавно описали и реализовали у англо-кинеској башти, и филозофије Жан-Жака Русо-а (1712 - 1778).
Енглеска башта обично је обухватала језеро, ваљане травњаке постављене насупрот дрвећа и дрвеће класичних храмова, готичких рушевина, мостова и друге живописне архитектуре, осмишљене да рекреира идилични пасторални пејзаж. Посебно је утицао рад Ланцелота "Способност" Брауна и Хумпхрија Рептона. Крајем 18. века енглеску башту имитирао је француски баштенски врт, а све до Санкт Петербурга у Русији, у Павловску, баште будућег цара Павла. Такође је имао велики утицај на облик јавних паркова и башта који су се појавили широм света у 19. веку.

### Пејзажна архитектура
Пејзажна архитектура је мултидисциплинарна област која садржи аспекте ботанике, вртларства, ликовне уметности, архитектуре, индустријског дизајна, геологије и наука о земљи, психологије животне средине, географије и екологије. Активности пејзажног архитекта могу се кретати од стварања јавних паркова и паркиралишта до планирања локација за кампусе и корпоративне пословне паркове, од дизајна стамбених имања до дизајнирања цивилне инфраструктуре и управљања великим дивљинама или рекултивације деградираним пејзажима као што су мине или депоније. Пејзажни архитекти раде на свим врстама грађевина и спољног простора - великом или малом, урбаном, приградском и сеоском, и са „тврдим“ (изграђеним) и „меким“ (засађеним) материјалима, обраћајући пажњу на еколошку одрживост.
Током периода пре 1800. године, историја пејзажног баштованства (касније названа пејзажна архитектура) у великој мери припада историјском планирању и уређењу башта за дворце, палаче и краљевска имања, верске комплексе и владине центре. Пример је опсежно дело Андреа Ле Нотре у Ваук-ле-Вицомте и у Палати Версаил за француског краља Луја КСИВ. Први човек који је написао стварање пејзажа био је Јосепх Аддисон 1712. године. Израз пејзажна архитектура измислио је Гилберт Лаинг Меасон 1828. године, а први професионални наслов је написао Фредерицк Лав Олмстед 1863. Током другог 19. века, израз пејзажни архитекта су постали професионални људи који су дизајнирали пејзаже. Фредерик Лав Олмстед први пут је користио израз „пејзажна архитектура“ као професију приликом дизајнирања Централ Парк-а, Њујуорк,Сједињене Америчке Државе. Овде је комбинација традиционалног пејзажног баштованства и новонасталог подручја урбанизма дала пејзажној архитектури јединствен фокус. Ова употреба термина пејзажни архитекта постала је успостављена након што су Фредерик Лав Олмстед, Јр. И други основали Америчко друштво пејзажних архитеката (АСЛА) 1899. године.